# Beriev MBR-2
Le Beriev MBR-2 est un hydravion à coque à 2 ponts. Son moteur est placé sur une structure métallique sur la voilure. Il est principalement utilisé par la marine soviétique dans les années 1930 et 1940 pour patrouiller le long des côtes de l'URSS. La production s'arrête fin 1941. Le Beriev MP-1 civil en dérive.

## Origine
Après un emploi d'assistant auprès de l'ingénieur français Paul-Aimé Richard entre 1928 et 1932, Georgui Mikhaïlovitch Beriev réalise son premier projet d'hydravion en 1932. L'appareil est assemblé aux usines Menchinsky de Moscou puis envoyé à Sébastopol, sur les bords de la mer Noire, pour les premiers essais. L'appareil, désigné par le no 25, et motorisé par un BMW VI.Z de 507 ch (373 kW) se révèle très maniable en vol et doté de bonnes caractéristiques hydrodynamiques.
Les autorités soviétiques décident la mise en production sous le terme MBR-2 (Russe : Morskoy Blizhnii Razvedchik, soit « hydravion de reconnaissance à court rayon d'action »).

## Description

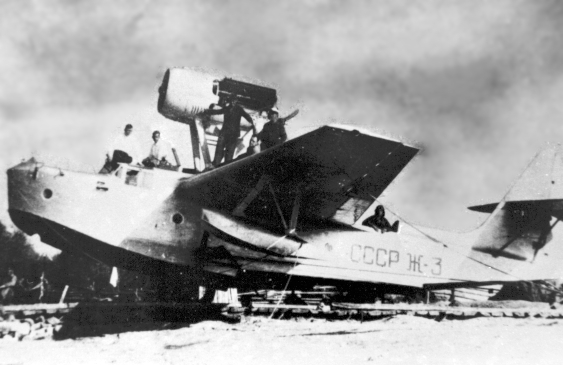
un MBR-2M-17

Le MBR-2 est un hydravion disposant d'une aile médiane cantilever. Il est équipé d'un unique moteur avec hélice propulsive monté sur des mats en N au-dessus du fuselage dans une position centrale. La coque est fabriquée en bois recouverte de contreplaqué. Elle est équipée d'un double redent. Le poste de pilotage est placé juste devant l'aile. Deux emplacements défensifs sont aménagés, l'un dans la proue et  l'autre à mi-fuselage, derrière l'aile. L'empennage est horizontal, disposé à mi-hauteur de la dérive et soutenu par des mâts obliques.

## Versions
- MBR-2M-17 : première version de série propulsée par le moteur Mikouline M-17B de conception soviétique de 690 ch (508 kW)[2]. Il est mis en production à partir de 1934. Le poste de pilotage est semi-ouvert et les mitrailleurs à la proue et à l'arrière sont à l'air libre. L'armement défensif est composé de mitrailleuses PV-1.

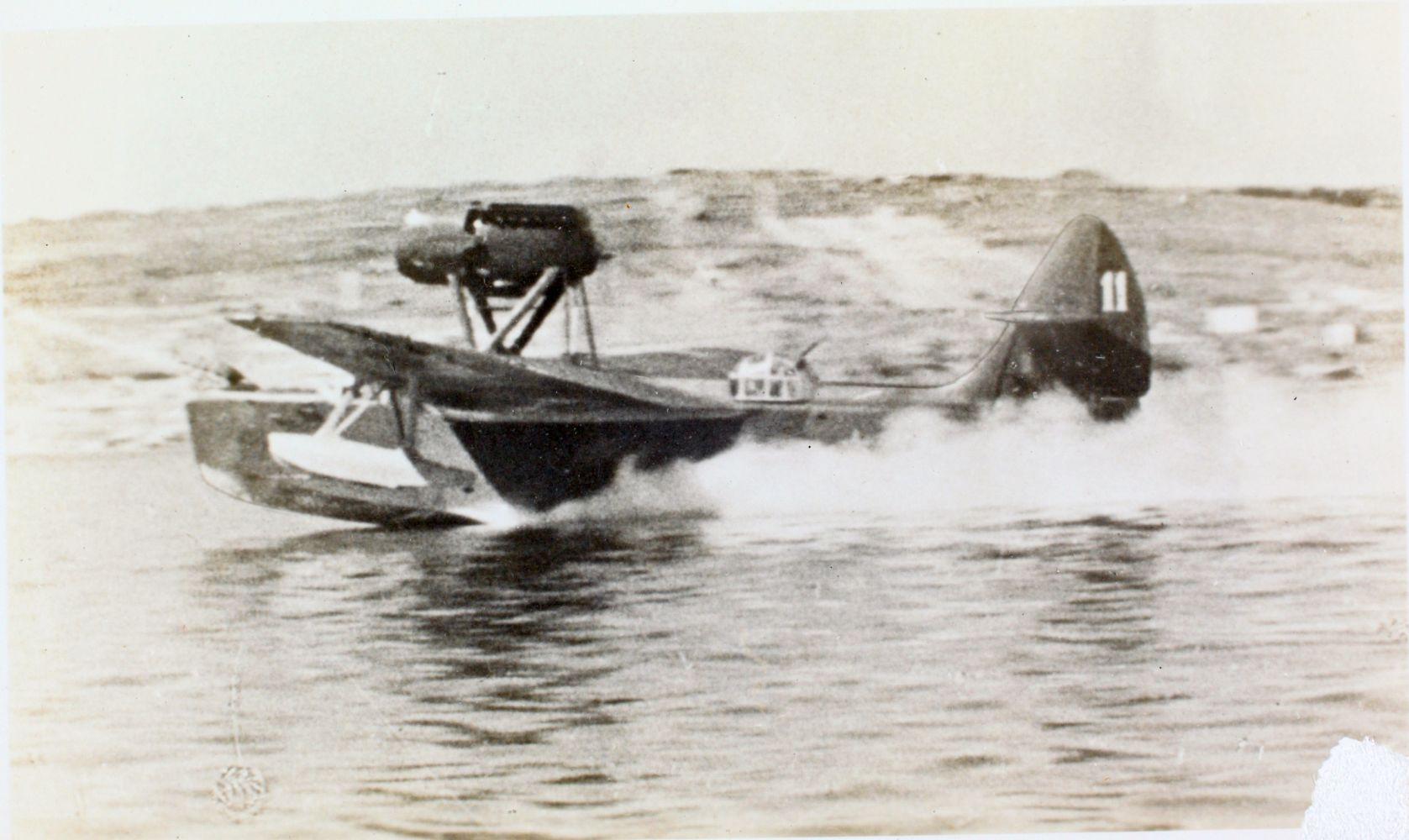
prototype du MBR-2-AM-34

- MBR-2AM-34 : version élaborée en 1935 apportant des améliorations par rapport au MBR-2M-17. La vitesse maximale du MBR-2AM-34 passe à 245 km/h ; le rayon d'action est porté à 800 km ; le plafond pratique atteint 7 150 m ; le poids à vide est de 2 718 kg et le poids en charge monte à 4 000 kg[3]. Les principales modifications sont les suivantes : 
  - moteur Mikulin M-34NB de 830 ch (619 kW),
  - poste de pilotage fermé,
  - tourelle arrière vitrée,
  - empennages de forme arrondie,
  - mitrailleuses ShKAS en armement défensif.
- MBR-2M-103 : prototype construit en 1937 équipé d'un moteur M-103, plus puissant que le M-34NB. Aucune production de série ne suit la réalisation du prototype.
- MP-1 (Russe : Morskoy Passazhersky, soit « hydravion de transport de passagers ») : version civile du MBR-2M-17 pouvant emporter six passagers et construite à partir de 1934. Une version cargo désignée par MP-1T[4] est élaborée en 1936[2].
- MP-1 bis : version civile du MBR-2AM-34 de même capacité de que MP-1 et construite à partir de 1937. Un record d'altitude amène un MP-1 bis à 8 864 m sans charge utile à bord en mai 1937[5]. Un exemplaire piloté par Polina Ossipenko établit plusieurs autres records du monde féminins entre le 22 et le 25 mai 1937 puis en juillet de la même année[3] :
  - altitude de 7 605 m atteinte avec une charge marchande de 500 kg (mai 1937) ;
  - altitude de 7 000 m atteinte avec une charge marchande de 1 000 kg (mai 1937) ;
  - vol sans escale de 2 416 km entre Sébastopol et Archangelsk (2 juillet 1937).

## Utilisation militaire
Le MBR-2 est employé à grande échelle lors de la guerre d'hiver entre 1939 et 1940, puis contre l'Allemagne et la Finlande à partir de juin 1941. Il démontre une fiabilité et une robustesse tout le long de ces conflits. Plusieurs MBR-2 reviennent sans encombre de missions après avoir subi des tirs ennemis. Le MBR-2 peut être équipé de roues ou de ski, s'adaptant ainsi à de nombreux terrains d'opération. Face à la pénurie d'avions en état de vol, son armement est adapté dès juin 1941 par les autorités soviétiques pour effectuer des bombardements nocturnes, puis diurnes. Sa faible vitesse, s'il en fait une proie facile pour les chasseurs finlandais, ou allemands, le rend adéquat à la chasse contre les sous-marins.
Après la guerre, il reste en service une dizaine d'années, principalement utilisé pour la surveillance de zones de pêche. Il reçoit le nom de code OTAN de Mote. Toutes versions confondues, 1 365 exemplaires du MBR-2 sont construits à l'usine de Taganrog, sur la mer d'Azoz, jusqu'à l'arrivée des troupes allemandes en octobre 1941.

## Opérateurs
Union soviétique
- Marine soviétique : outre son emploi massif au sein de la Flotte du Nord pendant la guerre d'hiver, la guerre de Continuation et contre l'Allemagne pendant la Grande Guerre patriotique, le MBR-2 est également présent au sein de la flotte de la mer Noire : 139 Beriev MBR-2 font partie des forces aériennes de la mer Noire (VVF-ChF) en juin 1941. Ils sont assignés au 119e régiment de reconnaissance aérienne et répartis en 6 escadrons[11].
- Commissariat du peuple à la pêche : utilisation de MP-1T et MP1 bis[4].
- Administration du service géodésique et topographique : utilisation de MP-1 et MP-1bis[4].
- Aeroflot : environ 75 MP-1 sont construits entre 1934 et 1937 pour l'Aeroflot. Un nombre indéterminé de MP-1 sont convertis en MP-1T entre 1935 et 1940, également à destination de l'Aeroflot. Enfin, une cinquantaine de MP-1bis sont livrés à cette même compagnie aérienne entre 1936 et 1939[4].
- Polyarnaya Aviatsiya (Aviation polaire) : utilisation de MP-1T[4].

 Finlande

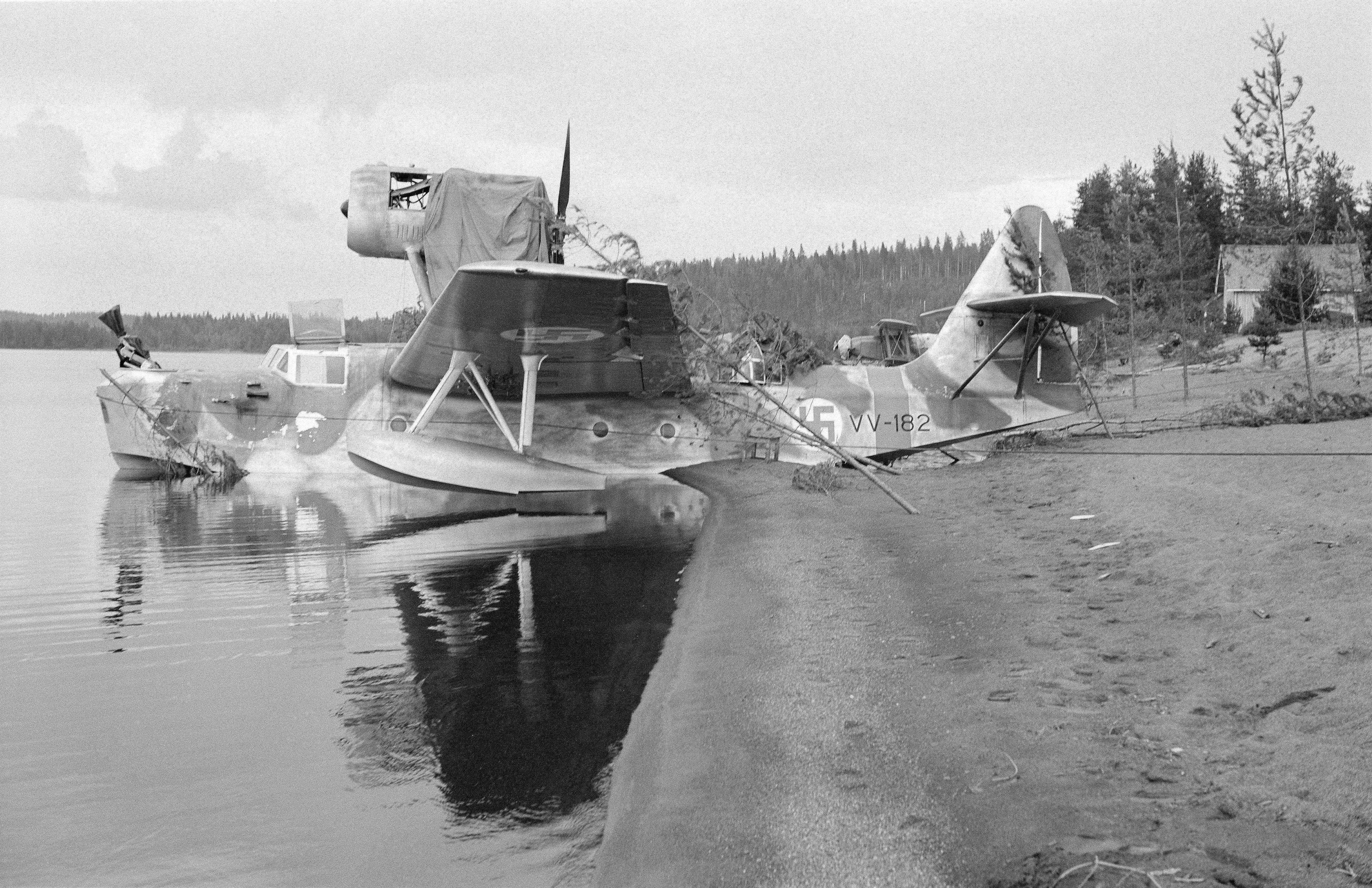
un MBR-2 finlandais

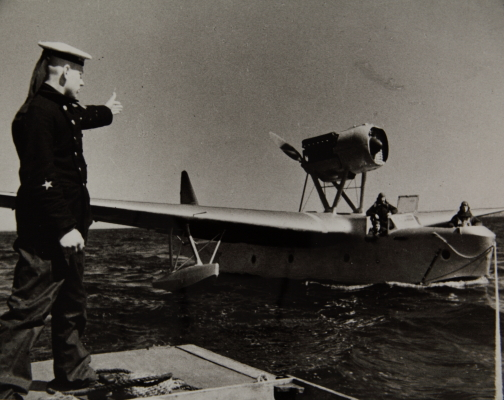
5 MBR-2 sont capturés par les troupes finlandaises pendant la guerre de Continuation[12], souvent à l'issue de combats. Rapidement remis en état, ils servent dans l'armée de l'air finlandaise.
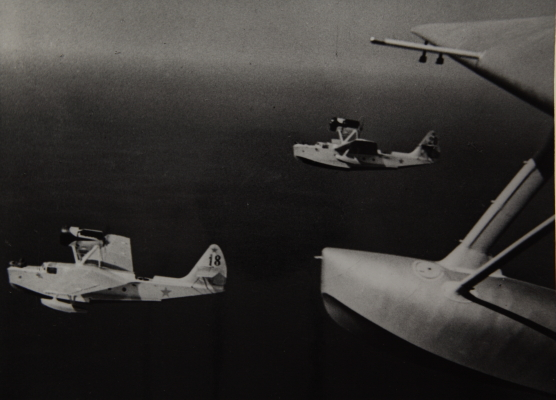
MBR-2 en vol de formation
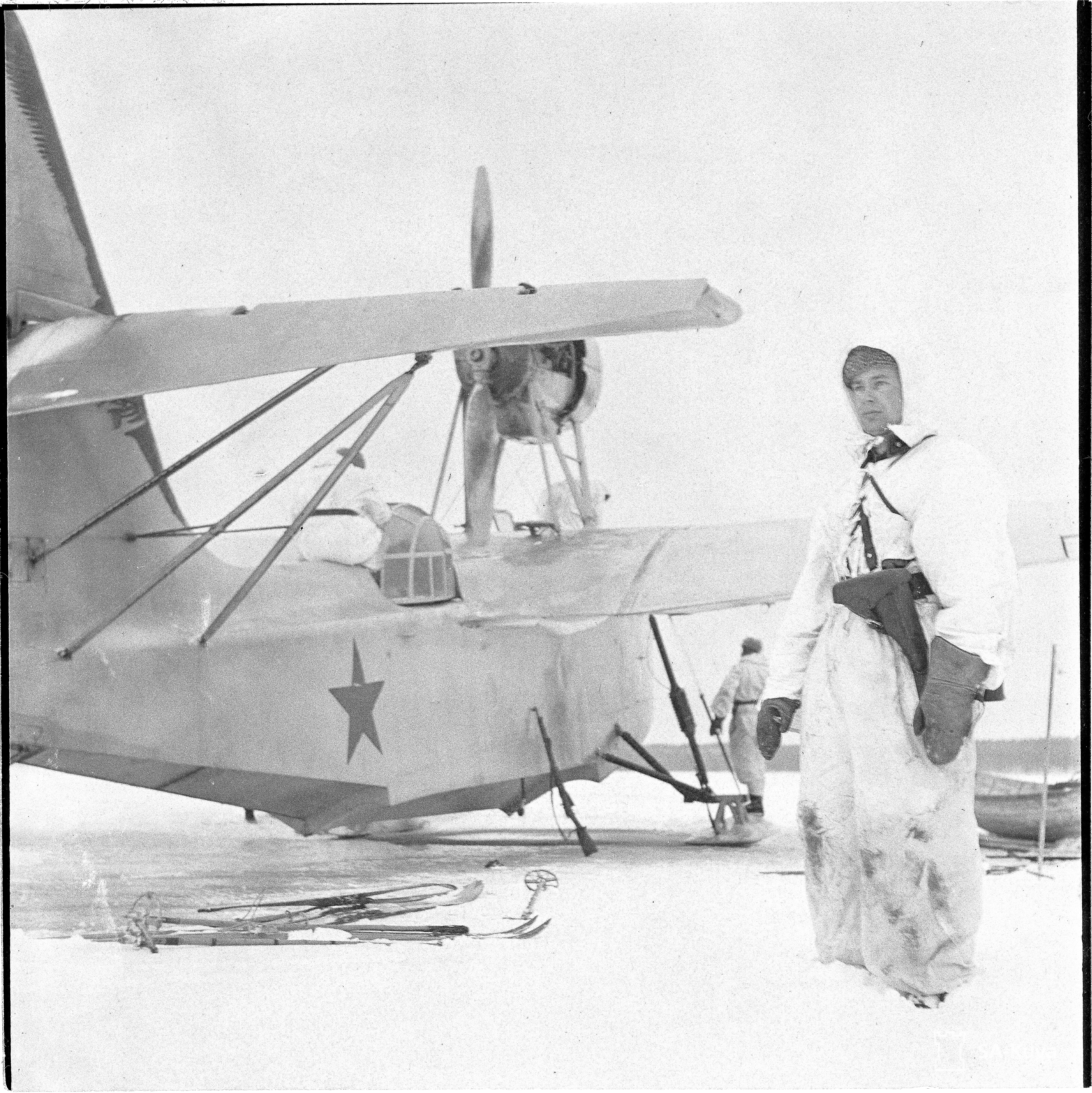
un MBR-2AM-34 capturé par les troupes finlandaises en 1943

 Corée du Nord
- Quelques MBR-2 sont utilisés par la Marine populaire de Corée au début de la guerre de Corée[13].